# Museumspädagogisches Zentrum München

Logo

Das Museumspädagogische Zentrum München (MPZ) ist eine gemeinsame Einrichtung des Freistaates Bayern und der Stadt München mit der „Aufgabe, die Bildungsarbeit der Schulen und anderer Bildungseinrichtungen durch museumspädagogische Angebote in Zusammenarbeit mit den Museen, Sammlungen und Ausstellungen in Bayern, insbesondere in München, zu unterstützen und didaktische Programme für unterschiedliche Zielgruppen anzubieten“.
Das Zentrum wurde 1973 gegründet, seit Mai 2008 ist das MPZ eine der zentralen Museumsverwaltung von Bayern unterstellte selbstständige Institution.

## Schule und Museum
Das MPZ veranstaltet in den kunst- und kulturhistorischen sowie den naturwissenschaftlichen Museen und Sammlungen Bayerns Programme für Schulklassen. Dabei soll der Museumsbesuch, die Entdeckerfreude und Kreativität der Kinder ansprechen. Die Besuche sind dabei mit zielgerichtetem Lernen und Tun verbunden. Häufig schließen sich praktische Arbeiten in einem der MPZ-Studios an, wie z. B. Malen, Zeichnen und Werken, szenisches Spiel oder naturwissenschaftliches Experimentieren.
Für berufliche Schulen werden berufsspezifische Führungen konzipiert, die sich an den Ausbildungslehrplänen der  Berufsgruppen orientieren. Das MPZ entwickelt für Museen als Partner auf diese Weise didaktische Angebote. Die Referenten sind Pädagogen und Fachwissenschaftler. Das MPZ arbeitet dabei unter anderem mit dem Kunst- und Kulturpädagogisches Zentrum der Museen in Nürnberg, dem Staatsinstitut für Schulqualität und Bildungsforschung München und dem Referat für Bildung und Sport München zusammen.

## Didaktische Beratung von Museen
Das MPZ berät auf Anfrage Museen bei der Gestaltung von Sonder- und Dauerausstellungen. Hierbei wird ein Schwerpunkt auf die Didaktik, aber auch auf allgemeine Problemstellungen und vor allem besucherorientierte Vermittlung gelegt. Außerdem übernimmt das MPZ die Schulung von Führungspersonal im Bereich der Museumspädagogik.

## Fortbildung
Ein Schwerpunkt der Arbeit des MPZ ist die Fortbildung von Lehrkräften, Teilnehmern von Studienseminaren sowie pädagogischem Fachpersonal. Das MPZ ist eine anerkannte Fortbildungseinrichtung des Freistaates Bayern. Es arbeitet mit dem Pädagogischen Institut der Landeshauptstadt München und der Akademie für Lehrerfortbildung und Personalführung in Dillingen zusammen.

## Freizeit im Museum
Das Programm „Freizeit im Museum“ ist für Kinder, Jugendliche und Familien konzipiert. Dazu gehören Kindergeburtstage im Museum, Ferienaktionen und die gemeinsame Erkundung eines Museums mit einem anschließenden Werkstattprogramm.

## Kindertagesstätten und Museum
In Zusammenarbeit mit pädagogischem Fachpersonal hat das MPZ ein Führungsangebot für Kinder aus Kindertagesstätten entwickelt. Die Kinder sollen hierbei angeregt werden, genau zu schauen und zu hören, sowie entsprechend ihren Fähigkeiten im Rahmen einer Führung oder im Anschluss daran selbst aktiv werden.

## Veröffentlichungen zu Museen und zur Museumspädagogik
Das MPZ veröffentlicht thematische Handreichungen, die Museumsbesuche unterstützen sollen. Diese Handreichungen unterscheiden sich von Katalogen vor allem durch die didaktische Aufbereitung der Sachinformationen. Je nach Zielgruppe gibt es Entdeckerhefte zum selbständigen Entdecken von Museen und Ausstellungen, Juniorkataloge zu Ausstellungen, Kulturpfade oder Handbücher zur Museumspädagogik.